# Copa América masculine de volley-ball
La Copa America de volley-ball masculin est une compétition continentale masculine de volley-ball regroupant les pays d'Amérique du Sud et du Nord. organisée par la CSV et la NORCECA, elle se dispute de 1998 à 2008.

## Palmarès
| Année | Lieu                  | Champion   | Finaliste  | Troisième  | Quatrième  |
| ----- | --------------------- | ---------- | ---------- | ---------- | ---------- |
| 1998  | Buenos Aires          | Brésil     | Argentine  | Cuba       |            |
| 1999  | Tampa                 | Brésil     | États-Unis | Argentine  | Cuba       |
| 2000  | São Bernardo do Campo | Cuba       | Brésil     | États-Unis | Argentine  |
| 2001  | Buenos Aires          | Brésil     | Cuba       | Argentine  | États-Unis |
| 2005  | São Leopoldo          | États-Unis | Brésil     | Cuba       | Argentine  |
| 2007  | Manaus                | États-Unis | Brésil     | Cuba       | Argentine  |
| 2008  | Cuiabá                | Cuba       | Brésil     | Venezuela  | Argentine  |

## Tableau des médailles
| Rang | Pays       | Médaille d'or | Médaille d'argent | Médaille de bronze | Total |
| 1    | Brésil     | 3             | 4                 | 0                  | 7     |
| 2    | Cuba       | 2             | 1                 | 3                  | 6     |
| 3    | États-Unis | 2             | 1                 | 1                  | 4     |
| 4    | Argentine  | 0             | 1                 | 2                  | 3     |
| 5    | Venezuela  | 0             | 0                 | 1                  | 1     |